# Viggeby, Uppsala kommun
Viggeby är en bebyggelse nordväst om Dalby kyrka i Dalby socken i Uppsala kommun. Från 2015 avgränsar SCB här en småort.